# توماس إدوارد بورنس
توماس إدوارد بورنس (بالإنجليزية: Thomas Edward Burns)‏ هو سياسي بريطاني، ولد في 1927. في الانتخابات البرلمانية في أيرلندا الشمالية 1973 ‏، انتخب عضو برلمان أيرلندا الشمالية 1973-1974 وقد انضم خلال فترته النيابية ‏  للكتلة البرلمانية الحزب الديمقراطي الاتحادي.